# Depozitul de armăsari Dumbrava
Depozitul de armăsari Dumbrava (cunoscut pe plan local și ca „Grajdurile Măriei Sale” sau ca „Herghelia Regală”)  este un depozit de armăsari cu rol fecundant situat în localitatea Dumbrava din județul Neamț. Armăsarii sunt destinați folosirii în stațiunile comunale de montă publică. Scopul existenței depozitului este atât cel al ameliorării cabalinelor din marea creștere, cât și cel al promovării cailor de rasă prin intermediul echitației.

## Istoric
Pe vremea lui Ștefan cel Mare, în acest loc au fost grajdurile domnitorului. Situarea acestora pe un loc drept cu acces la pășune și apă (lângă confluența Ozanei cu Moldova), ocrotit de un deal și în apropiere de Cetatea Neamțului, a oferit locației avantaje.
Depozitul propriu-zis a fost înființat în perioada 1900-1904 ca Depozit de Remontă al Armatei, fiind administrat de către Domeniile Regale. Construcția a fost asigurată de către meșteri italieni. În fiecare dintre cele șase grajduri se afla un pluton de 25 de cai pentru trupă și 2 pentru ofițeri, existând și câte o cameră în care stăteau soldații. Inițial caii stăteau împreună, fiind legați cu lanțuri, pentru ca ulterior să se construiască boxe individuale. În perioada maximă de dezvoltare, depozitul avea la dispoziție 1.463 de hectare de teren agricol, lucrate cu ajutorul a 74 de perechi de boi. În 1956 au mai fost construite două grajduri.
Ulterior, în anul 1911 a trecut în administrarea Ministerului Agriculturii. Devenit fermă zootehnică în anul 1959, a trecut la „Centrul Republican de Creșterea și Calificarea Cailor de Rasă - București” în 1971. După ce în 2002 acesta (transformat în 1991 în regie autonomă și în 1998 în societate națională) s-a desființat din punct de vedere administrativ, baza materială și administrarea unității au revenit Regiei Naționale a Pădurilor, prin intermediul Direcției Silvice Piatra Neamț.

## Structură
Depozitul este situat în apropiere de DN15B. În structura sa există o bază materială formată din cele șase grajduri originale – actual cu 227 hectare de teren agricol aferent, un manej acoperit (și el original de pe vremea Regelui) de 24 x 36 m, o bază de antrenament, o bază hipică pentru concursuri de obstacole, un sediu administrativ și o casă de oaspeți. Cele două grajduri construite în 1956 sunt actual deteriorate și sunt folosite ca și magazii și depozite de lemne de foc.
Rasele existente aici sunt: cal arab, cal englezesc, cal de sport românesc, cal semigreu românesc, cal lipițan, cal gidran, cal huțul și cal de Bucovina. Predomină din punct de vedere numeric rasa semigreu românesc, pe locul doi aflându-se caii lipițani. Ca și culoare predominentă a cailor este cea murgă, urmată de cea roibă.
Efectivul este împărțit într-un lot destinat montei (care predomină) și un lot destinat activităților sportive, pentru care sunt instruiți călăreți de către un antrenor. Există un instructor pentru agrement.

## Activitate
Principala activitate este reprezentată de campaniile de montă pentru ameliorarea raselor de cai din județele Moldovei. În perioada 15 septembrie - 15 martie, armăsarii sunt retrași în depozit pentru refacere. De asemenea, echipa de călăreți a depozitului are activitate competițională pe plan intern și internațional. Anual, depozitul este gazdă pentru finala Campionatului Național de sărituri peste obstacole pentru copii, juniori și tineret.
Depozitul oferă, de asemenea și posibilitatea de practicare a hipismului, prin plimbări turistice pe cal sau cu trăsura ori sania (iarna), precum și lecții de călărie sau de sărituri peste obstacole. Grajdurile pot fi și ele vizitate. Există posibilitatea cazării celor care doresc să practice hipismul.
Există ideea de a include clădirile depozitului în patrimoniul monumentelor istorice, dar aceasta ar avea conform celor care-l administrează, un impact negativ asupra activităților de întreținere curentă a clădirilor.